# 景忠桥
景忠桥又名永济桥，俗称东关桥、东大桥。位于山西省晋城市城区东街街道东关社区，东门外沙河上，是中华人民共和国山西省文物保护单位之一。
1986年8月18日，景忠桥公布为山西省文物保护单位，编号2-106，是一座古桥梁。据清朝乾隆年间《风台县志》载，景忠桥原为始建于元至正年间（1341年-1368年）的木构桥梁。明弘治年间（1488年-1505年）仿景德桥式样，改建为石桥。乾隆三年（1738年）重建，四十八年（1783年）大修。现存桥面以上部分为1996年重修。景忠桥为单孔弓形石拱桥，长16.55米，宽5.7米。
由于机动车仍可在景忠桥通行，2011年发现景忠桥的一根桥柱可能被车撞过，柱头失踪。